# Praomys derooi
Praomys derooi é uma espécie de roedor da família Muridae.
Pode ser encontrada nos seguintes países: Benin, Gana, Nigéria e Togo.
Os seus habitats naturais são: savanas áridas e áreas urbanas.